# Charles Grangier de la Ferrière
Pour les articles homonymes, voir Grangier.
Charles Grangier de la Ferrière, né le 21 septembre 1738 à Pontchâteau (Loire-Atlantique), mort guillotiné le 8 mars 1794 à Paris, est un général de brigade de la Révolution française.

## État de service
Il entre en service le 12 avril 1756, comme gendarme de la garde, puis en 1758, il passe dans l’infanterie de ligne.
Il est nommé colonel le 5 février 1792 au 23e régiment d’infanterie de ligne. Le 28 avril 1792, il seconde le général Custine à la prise de Porrentruy.
Il est promu général de brigade à l’armée des Alpes le 15 mai 1793, et il est suspendu de ses fonctions le 7 octobre 1793. Arrêté le 29 octobre 1793 à Mende, il est transféré à Paris.
Il est condamné à mort par le tribunal révolutionnaire et exécuté le 8 mars 1794 à Paris.

## Sources
- (en) « Generals Who Served in the French Army during the Period 1789 - 1814: Eberle to Exelmans »
- (pl) « Napoléon.org.pl »